# Agostinho Oliveira
Agostinho Vieira de Oliveira ComIH (Póvoa de Lanhoso, Póvoa de Lanhoso, 5 de fevereiro de 1947) é um ex-jogador de futebol português e treinador.
Foi o selecionador nacional português durante um breve período de tempo em 2002, tendo também ocupado o cargo de treinador adjunto sob o comando de Carlos Queirós.

## Carreira Futebolística
Durante a sua carreira enquanto jogador jogou sob as cores do Sporting de Braga onde jogava a defesa. Esteve emprestado à Académica durante dois anos.
O início da sua carreira enquanto treinador foi em 1983, imediatamente depois de terminar a sua carreira enquanto jogador. Em 2002 tomou as rédeas da selecção nacional portuguesa durante um breve período de tempo após a saída de António Oliveira até à contratação de Luiz Felipe Scolari como selecionador no mesmo ano. Agostinho Oliveira treinou a selecção durante quatro jogos ganhando dois, contra a Suécia (3-2) e contra a Escócia (2-0) e tendo empatado os outros dois contra a Tunísia e Inglaterra ambos por uma bola.
Agostinho Oliveira foi responsável pela internacionalização de Paulo Ferreira e Jorge Ribeiro entre outros, foi também treinador da selecção nacional de sub-21 e da equipa Olímpica.
A 5 de julho de 2004 foi feito Comendador da Ordem do Infante D. Henrique.
Em 2008 foi novamente nomeado adjunto da selecção nacional com o retorno de Carlos Queirós, cargo que ocupou até setembro de 2010.